# Bonplandia (Corrientes)
Bonplandia. Correntes (abreujat Bonplandia (Correntes)), és una revista il·lustrada amb descripcions botàniques que és editada a Correntes des de l'any 1960.
Bonplandia, és una publicació de l'Instituto de Botánica del Nordeste (UNNE-CONICET), oberta a articles originals sobre taxonomia, anatomia, morfologia, palinologia, florística i altres àrees de la biologia vegetal, referits a tots els grups de plantes i organismes relacionats (cianobacteris, algues, fongs i líquens), tant actuals com fòssils. S'edita un volum anual amb dos lliuraments semestrals, una al juliol i una altra al desembre.